# 이정태 (축구 선수)
이정태(1995년 2월 15일 ~ )는 대한민국의 축구 선수이다.